# Askham Bryan
Pour les articles homonymes, voir Askham.
Askham Bryan est un village et une paroisse civile du Yorkshire du Nord, en Angleterre. Il est situé à une dizaine de kilomètres au sud-ouest de la ville d'York. Administrativement, il relève de l'autorité unitaire de la Cité d'York. Au recensement de 2011, il comptait 564 habitants.
Jusqu'en 1996, Askham Bryan relevait du district de Selby.

## Étymologie
Askham signifie littéralement « la ferme des frênes ». Ce nom se décompose en æsc (vieil anglais) ou askr (vieux norrois) « frêne » et hām « ferme ». La deuxième partie du nom du village fait référence au baron anglo-normand Brian Fitzalan, qui détient le manoir d'Askham au XIe siècle.